# Gregg Sulkin
Gregg Sulkin (* 29. květen 1992, Londýn, Anglie) je anglický herec. Nejvíce se proslavil seriály kabelové televize Disney Channel As The Bell Ring a Kouzelníci z Waverly. V roce 2010 se objevil v originálním filmu téže stanice Avalonská střední a v televizním speciálu Návrat kouzelníků: Alex versus Alex. V roce 2013 získal roli na MTV v seriálu Předstírání. Jako Ezrův mladší bratr se objevil v seriálu Prolhané krásky. V roce 2017 se objevil v hlavní roli seriálu Runaways.

## Životopis
Narodil se v Londýně, v části Westminster. Je židovského vyznání, bar micva měl u Zdi nářků v Izraeli. Navštěvoval školu v severním Londýně Highgate School.

## Kariéra
Filmový debut zažil v roce 2012 v mini seriálu Doktor Živago. Zároveň se objevil v komedii Sixty Six, jako Bernie Rubens, po boku Heleny Bonham Carter, Eddiho Marsana a Catherine Tate. Gregg si také zahrál roli JJ v Disney Channel komedii As the Bell Rings, pracoval na CBBC dětské sci-fi show Dobrodružství Sarah Jane (spin-off Pána času), dále hrál Adama ve dvou epizodách třetí sérii The Mad Woman in the Attic. Na televizi Disney Channel hrál ve filmu Pass the Plate roli Gregga z Velké Británie. Zahrál si hostující postavu v seriálu Kouzelníci z Waverly, kde hrál přítele Alex Masona Greybacka.
V roce 2010 navštívil Nový Zéland kvůli natáčení filmu Avalonská střední, který měl premiéru 12. listopadu 2010. Dále zahrál roli Masona Greybacka ve filmu Návrat kouzelníků: Alex versus Alex který měl premiéru 15. března 2012. V roce 2012 získal roli v americkém drama seriálu Prolhané krásky, kde se objevil jako Wesley Fitzgerald, bratr Ezra Fitze. V únoru 2013 bylo oznámeno, že získal roli Juliana Finemana v televizní adaptaci Lauren Oliver novely Delirium. 8. května bylo stanicí FOX oznámeno, že seriál nebyl vybrán.  V roce 2013 získal roli Liama Bookera v seriálu stanice MTV Předstírání. Seriál byl však v roce 2016 zrušen. V roce 2017 se objevil v hlavní roli seriálu Runaways.

## Osobní život
Gregg chodil s Bellou Throne od roku 2014 do roku 2016. Od roku 2018 chodí s modelkou Michelle Randolph.

## Filmografie

### Film
| Rok           | Název                              | Role          | Poznámky |
| ------------- | ---------------------------------- | ------------- | -------- |
| 2006          | Rok 66                             | Bernie Rubens |          |
| 2009          | Velká fuška                        | Teenager      |          |
| 2011          | Camilla Dickinson                  | Frank Rowan   |          |
| 2012          | Bílá žába                          | Randy Goldman |          |
| 2013          | Another Me                         | Drew          |          |
| 2014          | Affuenza                           | Dylan Carson  |          |
| 2015          | A Mouse Tale                       | Černý myšák   | dabing   |
| 2015          | Yak: The Giant King                | Flapper       | dabing   |
| 2015          | Ati-Social                         | Dee           |          |
| 2016          | Don't Hang Up                      | Sam Fuller    |          |
| 2018          | Status Update                      | Derek Lowe    |          |
| 2019          | A Cinderella Story: Christmas Wish | Dominic       |          |
| bude oznámeno | Deported                           | Lorne         |          |
| bude oznámeno | Oh, Boy!                           | Brandon       |          |
| bude oznámeno | This Is the Year                   | Kale          |          |

### Televize
| Rok        | Název                               | Role              | Poznámky                         |
| ---------- | ----------------------------------- | ----------------- | -------------------------------- |
| 2002       | Doktor Živago                       | Seryozha          | TV krátký seriál (ITV)           |
| 2006       | Pass the Plate                      | Sám sebe          |                                  |
| 2006       | Man on the Moon                     | Michael Aldrin    | TV speciál (Channel 4)           |
| 2007-08    | As the Bell Rings                   | JJ                | hlavní role                      |
| 2009       | Dobrodružství Sarah Jane            | Adam              | 2 díly                           |
| 2010       | Avalonská střední                   | Will Wagner       | TV film (Disney Channel)         |
| 2010-12    | Kouzelníci z Waverly                | Mason Greyback    | Vedlejší role (15 dílů)          |
| 2011       | Hodina duchů                        | Matt              | díl: „The Perfect Brother“       |
| 2011       | Get the Look                        | Sám sebe          |                                  |
| 2012       | Melissa a Joey                      | Haskell Davis     | 3 díly                           |
| 2012       | Prolhané krásky                     | Wesley Fitzgerald | Vedlejší role (4 díly)           |
| 2013       | Návrat kouzelníků: Alex versus Alex | Mason Greyback    | TV speciál (Disney Channel)      |
| 2013       | Delírium                            | Julian Fineman    | Neprodaný televizní pilot        |
| 2014       | A Daughter's Nightmare              | Ben Woods         | TV film (Lifetime)               |
| 2014–2016  | Předstírání                         | Liam Booker       | hlavní role                      |
| 2016       | Life in Pieces                      | Jake              | díl: „Prank Assistant Gum Puppy“ |
| 2016       | Mladí a hladoví                     | Rick              | díl: „Young & Assistant“         |
| 2017       | Drink, Slay, Love                   | Jadrien           | TV film (Lifetime)               |
| 2017–dosud | Runaways                            | Chase Stein       | hlavní role                      |